# 니이카쥐땃쥐
니이카쥐땃쥐(Myosorex gnoskei)는 진무맹장목 땃쥐과에 속하는 포유류의 일종이다. 땃쥐과 중에서 가장 작은 종으로 기술된 샬러쥐땃쥐 다음으로 작은 종이다. 말라위의 토착종이다. 종소명은 아프리카 척추동물, 특히 조류와 포유류에 대한 지식을 얻은 데 기여한 그노스케(Thomas Gnoske)의 이름에서 유래했다.

## 분포
말라위 북부의 니이카 국립공원에서 발견된다. 표본은 해발 2,285m 높이의 대형 국립공원 본부 근처의 소나무 사이에서 수집했다.